# 편제표
편제표(table of organization and equipment)는 군사 편제를 도식화하여 도표 등으로 구성한 것을 의미한다.
부대들의 현재 상황 및 임무에 관한 정보를 보여주기도 하며 T/O, T/E 등의 두문자어로 사용된다.

## 같이 보기
- 전투 서열